# Уздихальниця

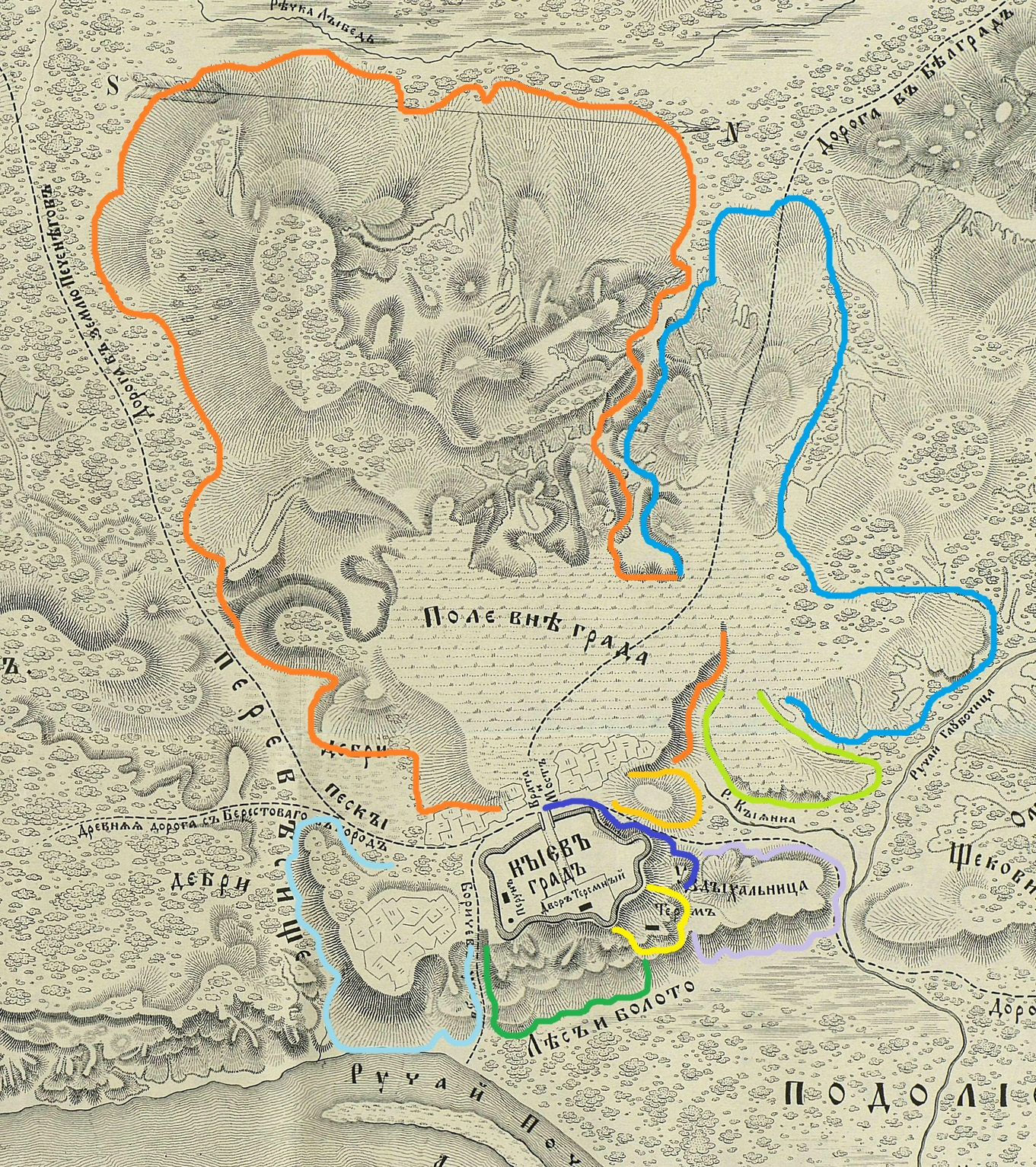
Уздихальниця; Старокиївське плато; Старокиївська гора; Андріївська гора; Михайлівська гора; Дитинка; Кудрявець; Волова гора; Замкова гора.

50°27′37″ пн. ш. 30°30′56″ сх. д. / 50.46028° пн. ш. 30.51556° сх. д.
Уздиха́льниця — гора в Подільському районі Києва. Розташована вона недалеко від Андріївського узвозу.
Вперше гора згадується в документах середини XVI століття. Гору, яка була вище Замкової, необхідно було «принизити копанням», щоб з її вершини не можна було обстрілювати палац. Під час земляних робіт знайшли печеру стародавнього відлюдника, а в ній, як урочисто повідомляє літописець, — «горщик ні з чим, а більше нічого».

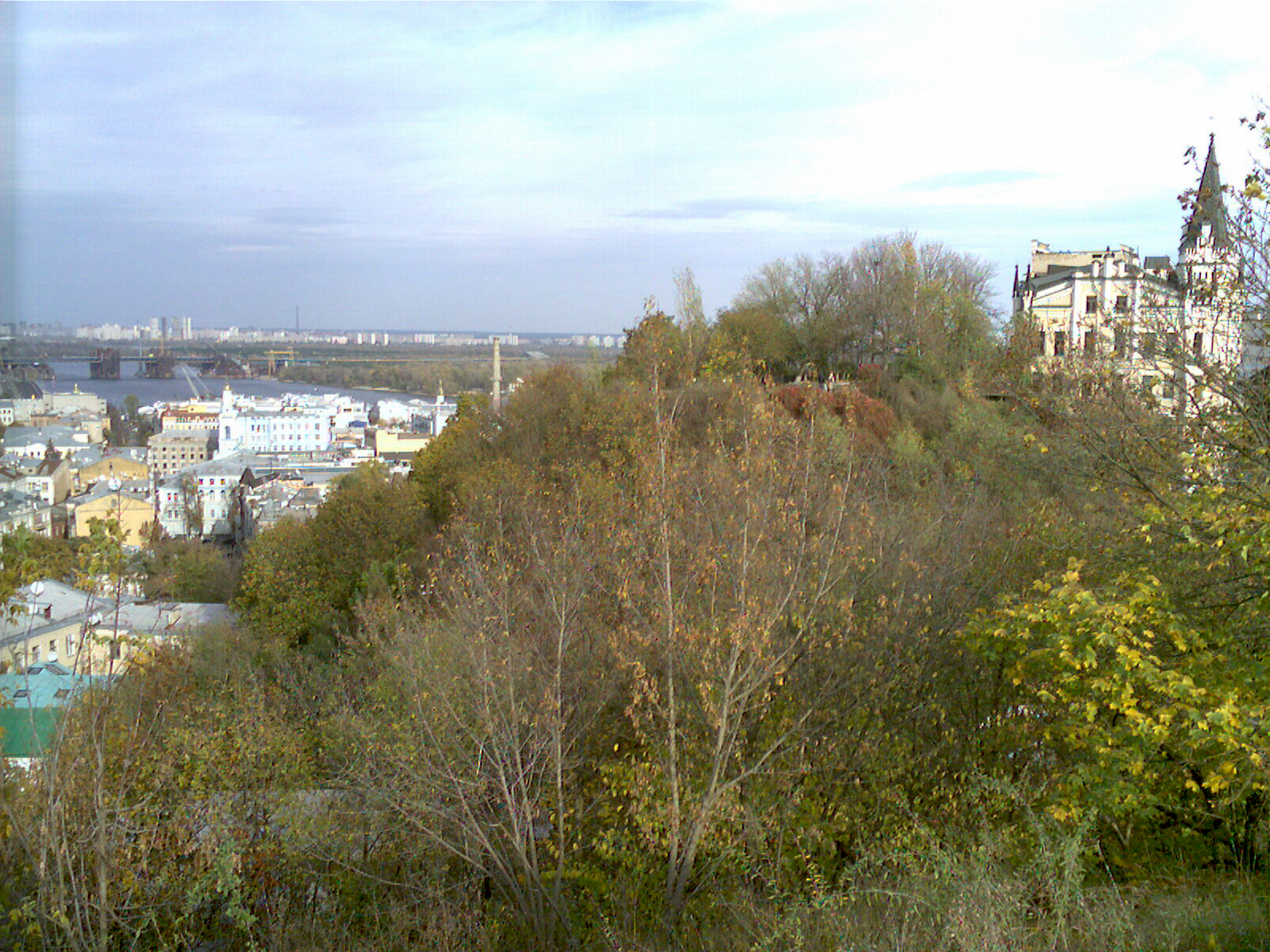
Уздихальниця і «замок Річарда Левове Серце»

У часи Київської Русі напроти гори містився військовий табір дружини князя. За легендою, панночок туди не пускали, але якщо якась починала сильно сумувати за коханим, вона підіймалася на гору навпроти, махала милому хусткою і зітхала, тому гору назвали Уздихальницею. За іншою версією, назва гори пов'язана з тим, що, піднявшись на цю гору, люди зітхали з полегшенням.
Сучасна Уздихальниця є одним з улюблених місць туристів. На горі розташований «Замок Річарда Левове Серце». Раніше по тунелях, сходами та галереями «будинку Річарда» можна було потрапити на верхівку Уздихальниці, з якої відкривається панорамний вид на Поділ, Оболонь, Північний міст, Воскресенку, Троєщину. У гарну погоду видно річку Десенку, яка впадає в протоку Чорторий. Зараз на цій вершині вже декілька років поспіль влаштовують фестиваль молодіжного українського кіно.